# カナダの日

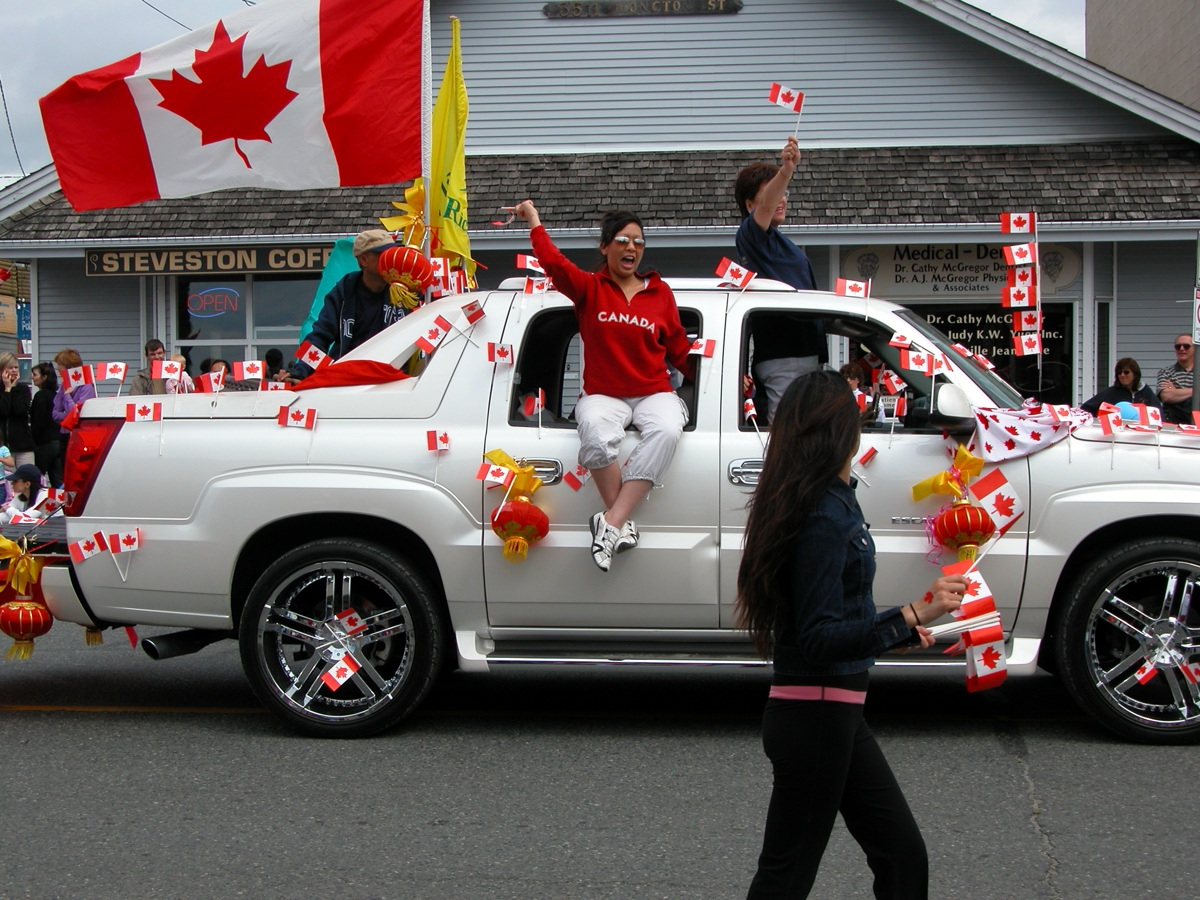
ブリティッシュコロンビア州・リッチモンドでのカナダの日のお祭りの様子

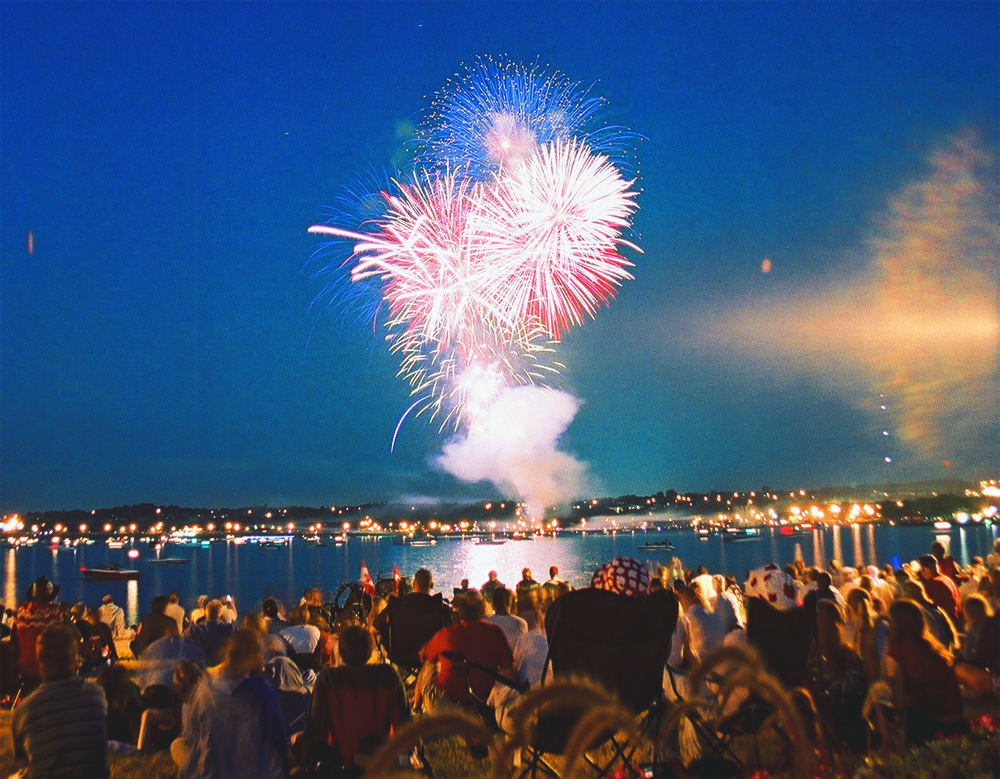
オンタリオ州バリーでのカナダの日の花火

カナダの日（かなだのひ、英語: Canada Day、フランス語: Fête du Canada）は、カナダの建国記念日。カナダで毎年7月1日に制定されており、国民の祝日となっている。1867年に制定された英領北アメリカ法により、カナダが一つの連邦として自治を開始した1867年7月1日を記念し祝日に制定された。旧名はドミニオン・デー（英語：Dominion Day、フランス語：Le Jour de la Confédération）と言った。

## 由来
「カナダの誕生日」といわれることも多いカナダの日は、当時すでにイギリス連合王国の一部であり現在のオンタリオ州とケベック州からなるカナダ州（Province of Canada）に、ノバスコシア植民地、ニューブランズウィック植民地を加えて、ひとつの自治領（ドミニオン）であるカナダ連邦が1867年7月1日に誕生したことを記念する日として制定された。

## 例外
連邦休日法によってカナダの日は毎年7月1日に制定されているが、7月1日が日曜にあたる場合は、翌2日が振替休日としてこの日も公休日となる。但しカナダの日のイベントはその場合でも7月1日に行われる。7月1日が土曜にあたる場合は、通常土曜を休日にしている企業などでは週明け3日の月曜を休みとすることが一般的である。

## イベント

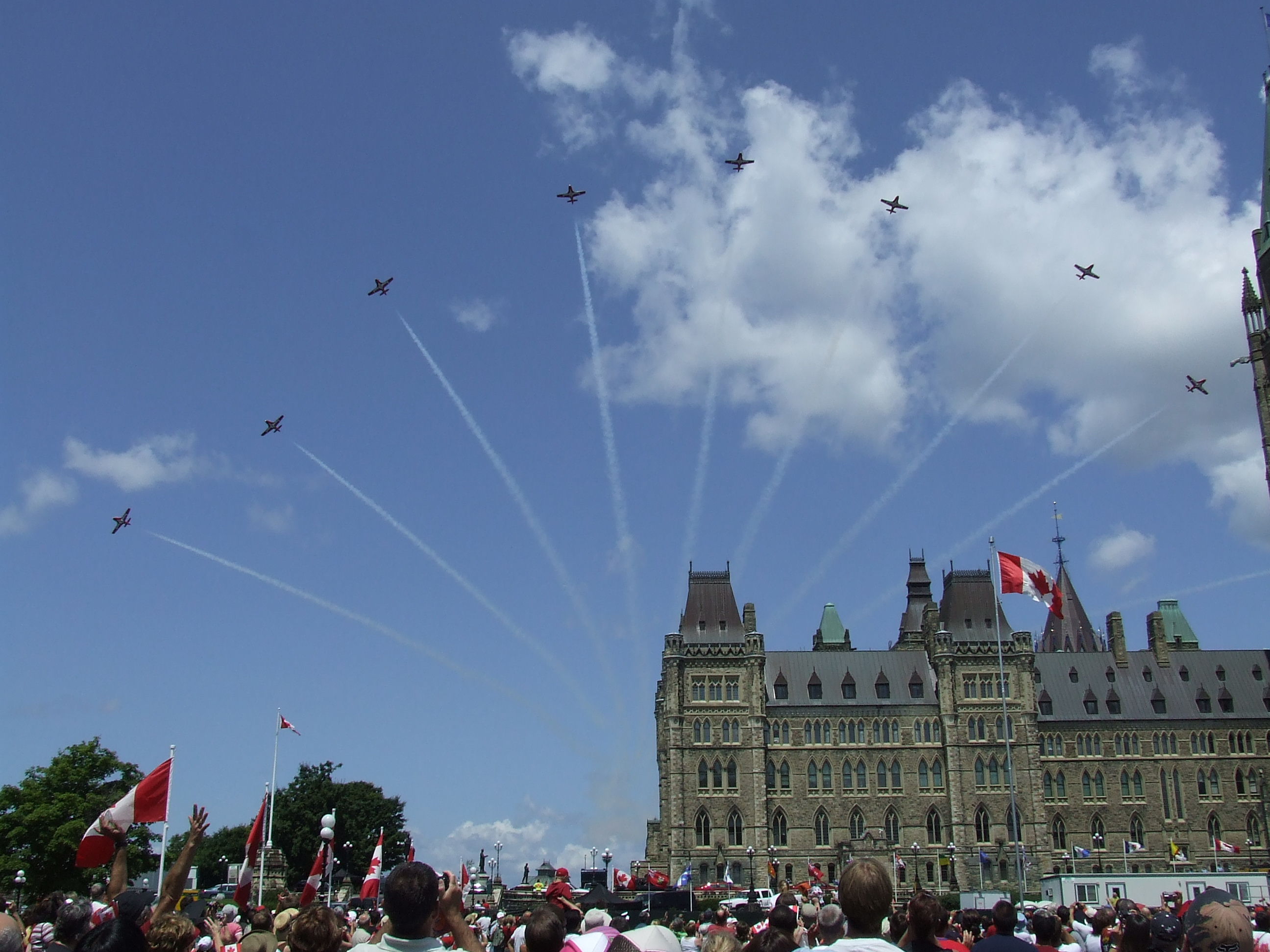
オタワの国会議事堂前での式典でのカナダ軍スノーバード

カナダの日の祝祭行事は主に各地方自治体が主催し、屋外で行われるものが多い。パレード、屋外のお祭り、バーベキュー、航空・艦船ショー、野外コンサート、花火などである。また新移民の公民宣誓式も行われる習わしとなっている。1980年の祭典では『オー・カナダ』が国歌と定められた。バンクーバーのパレードでは、地元日本人団体による神輿、盆踊りも見ることが出来る。
首都オタワでは国会議事堂前の広場（パーラメント・ヒル）で、カナダ総督と首相が参加する記念式典が行われる。国王またはその他の王族も出席することがある。1990年、1992年、1997年、2010年の式典にはカナダ女王であるエリザベス2世が参加した。

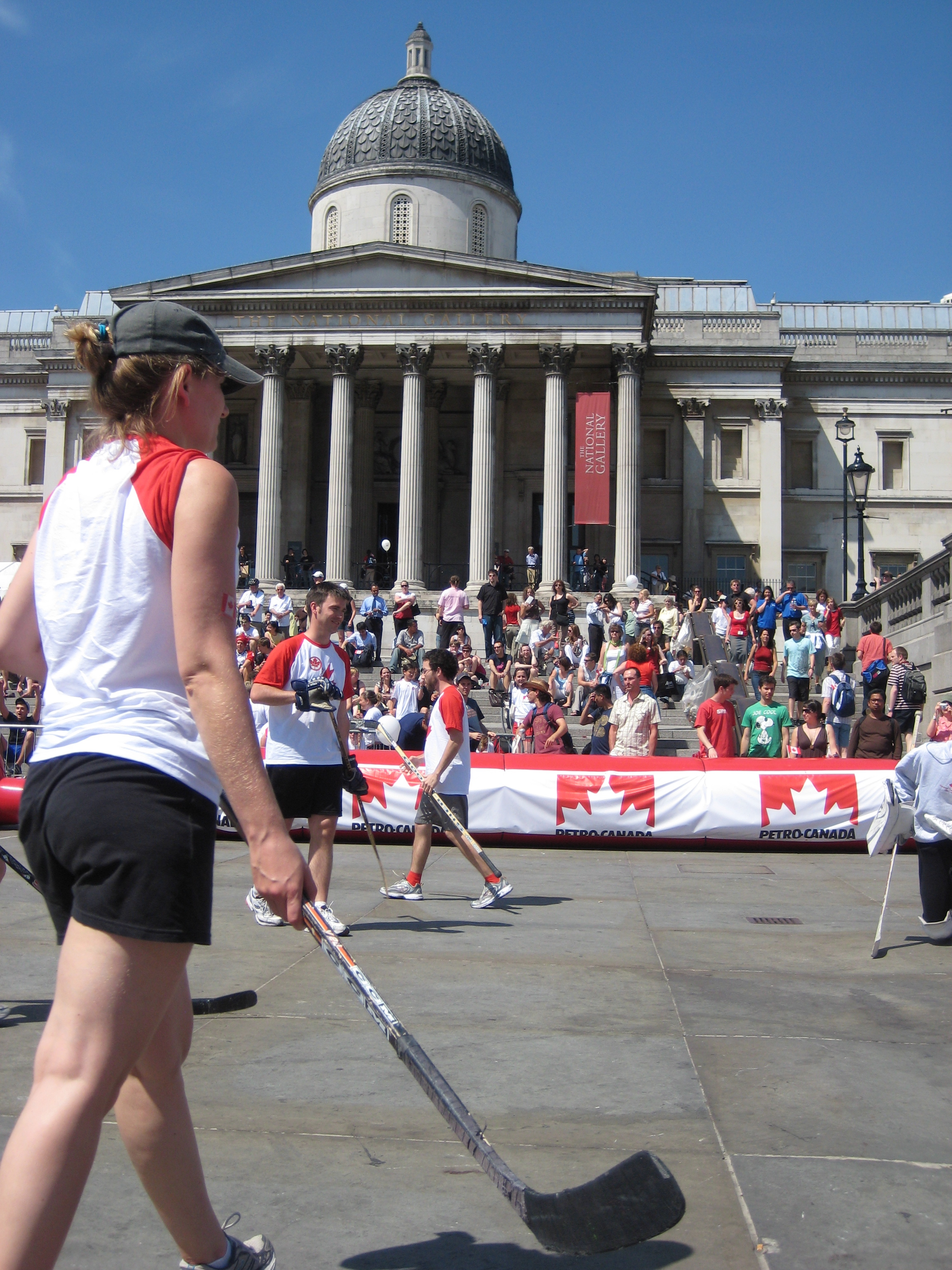
ロンドン・トラファルガー・スクエアでのストリート・ホッケー

カナダ以外の国では、在外カナダ人が7月1日近辺の休日にカナダの日のイベントを行うことがある。その中でも定着しているものが、イギリス・ロンドンのトラファルガー・スクエア（カナダ大使館もある）でのストリート・ホッケーの模範競技などが行われるイベントである。

## 批判と抗議運動
カナダの日はカナダの先住民やその支持者の間ではイギリスによる先住民の土地の植民地化を祝うものであると捉えられており、否定的な声が上げられている。中でも2017年のカナダ建国150周年の際には、祝賀行事が先住民のカナダの歴史における役割や植民地化により現在直面している困難を軽視しているとする批判が顕著であった。
同様の批判は、4年後の2021年6月末にブリティッシュコロンビア州の先住民の寄宿学校の跡地で無記名の子どもの墓が発見された際にも噴出された。ブリティッシュコロンビア州、ニューブランズウィック州、ノースサスカチュワン州の様々なコミュニティでは、これを受けて新型コロナウイルス感染症の流行による制限のためにすでに中止や予定変更がされていなかった場合においてもカナダデーの祝賀行事が中止となった。その一方で、先住民の抗議団体「アイドル・ノー・モア」は、複数の主要都市で平和的な集会を催した。政治家の中にはこの動きを支持する者もいたが、他の者は活動家が「カナダそのものの理念に異議を唱えている」と懸念し、和解への進展を妨げていると表明した。